# Черково (Тверская область)
Черково — деревня в Калязинском районе Тверской области. Входит в состав Нерльского сельского поселения.

## География
Находится в юго-восточной части Тверской области на расстоянии приблизительно 29 км на юг по прямой от районного центра города Калязин.

## История
Была отмечена на карте 1825 года. В 1859 году здесь (тогда деревня Калязинского уезда Тверской губернии) было учтено 20 дворов, в 1939 — 61.

## Население
Численность населения: 229 человек (1859 год), 59 (русские 96 %) в 2002 году, 47 в 2010.